# Марк Флавий Апр (консул 130 года)
Марк Флавий Апр (лат. Marcus Flavius Aper) — римский политический первой половины II века.
Происходил из рода Флавиев. Его отцом был консул-суффект 103 года Марк Флавий Апр. В 125 году Апр был легатом пропретором провинции Ликия и Памфилия. В 130 году он занимал должность ординарного консула с Квинтом Фабием Катуллином.
Его сыном был двукратный консул Марк Флавий Апр.